# 스포츠 중재 재판소

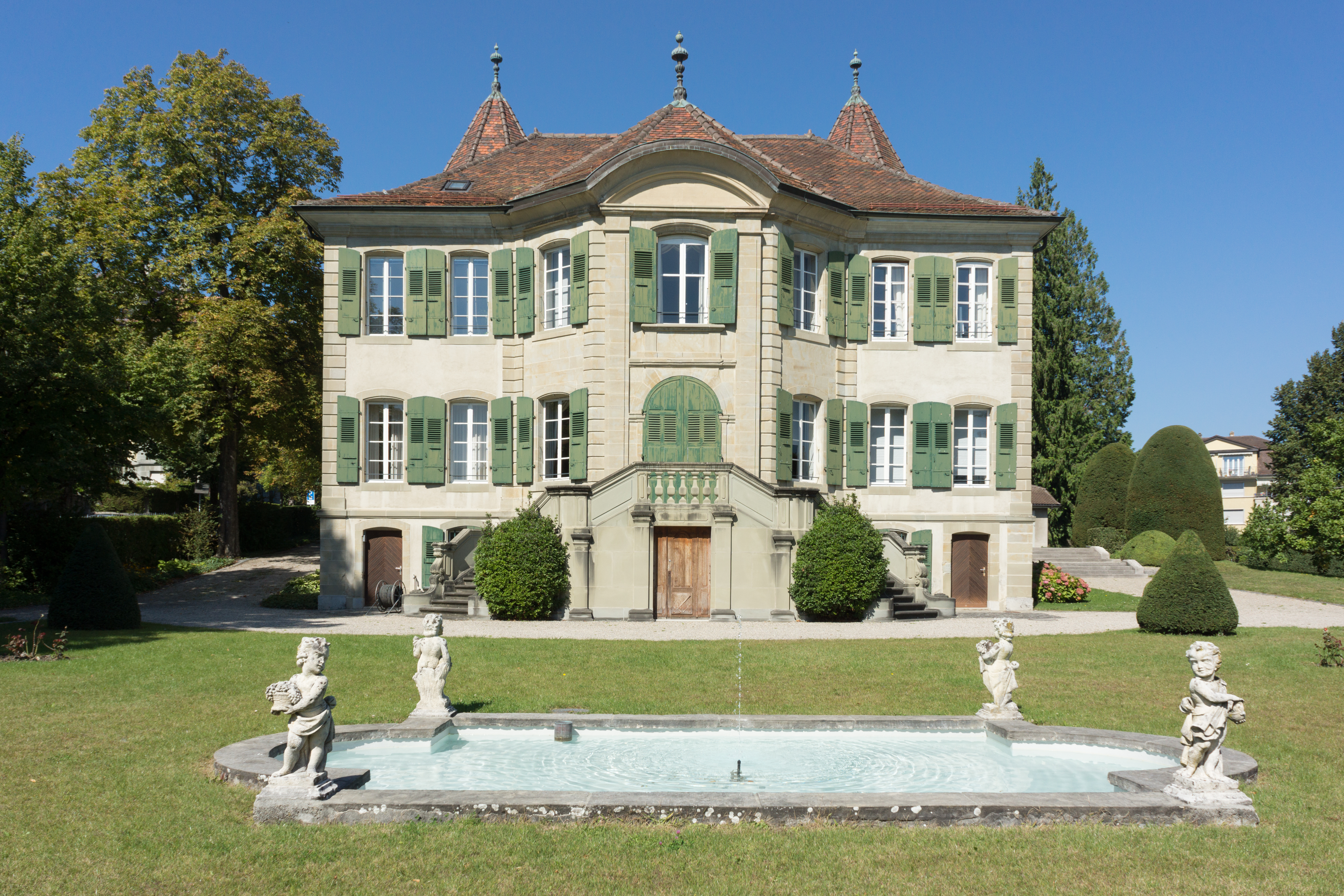

스포츠 중재 재판소(영어: Court of Arbitration for Sport, CAS, 프랑스어: Tribunal arbitral du sport, TAS)는 국제 올림픽 위원회(IOC)에 의해 1984년에 설립된 기관이다. 스포츠로 인해 발생한 문제를 법원 등이 아니라 스포츠계 내에서의 해결을 목표로한 중재 기관이다. 한국어에서는 대체로 ‘스포츠 중재 재판소’ 또는 ‘국제 스포츠 중재 재판소’라고 번역되고 있다.
1994년에 IOC로부터 독립했으며, 이에 따라 스포츠 중재 재판소를 운영하기 위해 스포츠 중재 국제 이사회(영어: The International Council of Arbittration for Sport, ICAS)가 설립되었다.
재판소의 본부는 스위스의 로잔에 위치하고 있으며, 뉴욕과 시드니에 지원(支院)을 두고 있다. 올림픽이 열리는 기간에는 해당 도시에 임시 재판소가 설치되기도 한다.
중재인은 세계 85개국, 250명 정도의 스포츠 지식이 있는 법률 전문가들로 구성된다.
스포츠 중재 재판소는 도핑(doping) 결정에 대한 이의 심판 및 경기 결과 판정, 출장 자격 인정 등을 중재한다.

## 항소
스포츠 중재 재판소의 결정에 대해 스위스 연방대법원에 항소할 수 있다. 그러나 스포츠 중재 재판소의 결정에 대한 항소는 일반적으로 인용되지 않는 편이며, 절차적인 문제 때문에 제한되는 경우가 대부분이다. 2012년 3월까지 단 7건의 항소만이 인용되었는데 6건은 절차적 문제를 이유로, 나머지 1건은 스위스 연방대법원이 스포츠 중재 재판소의 결정을 기각한 경우가 있다.

## 중재 사례
- 국제 축구 연맹(FIFA)은 2008년 하계 올림픽에 선수 출전을 꺼려하는 스페인 프리메라리가의 FC 바르셀로나와 독일 분데스리가의 샬케 04, 베르더 브레멘에게 그동안 “올림픽 출전 자격을 지니고 있는 23세 이하의 선수들은 국가를 위해 올림픽에 나가야 할 의무가 있다”고 주장해왔다. 하지만 구단들은 FIFA가 관여할 사안이 아니라고 말하면서 이 사안을 스포츠 중재 재판소에 제소해 승소 판결을 받았다. 스포츠 중재 재판소의 매튜 리브 사무총장은 기자회견에서 “구단들이 2008년 하계 올림픽 축구 남자부에 23세 이하 선수들을 풀어줘야 할 법적 의무를 갖고 있지 않다”라고 밝혔다.[2]

- 2008년 하계 패럴림픽에서 남자 육상 100미터를 우승한 남아프리카 공화국의 오스카 피스토리우스는 처음에 비장애인 올림픽에도 출전하려고 했지만 국제 육상 경기 연맹(IAFF)은 의족이 불공정한 도움을 준다고 제지했다. 결국, 피스토리우스는 스포츠 중재 재판소에 제소하면서 올림픽에 출전해도 좋다는 판결을 받았지만, 국내 선발전에서 탈락해 비장애인 올림픽 무대에 서지는 못했다.[3]

- 여자 스피드 스케이팅 선수로는 사상 최초로 동계 올림픽 4회 연속 금메달을 달성했던 클라우디아 페히슈타인은 혈액 도핑 테스트에서 망상적혈구(reticulocyte) 수치가 비정상적으로 높아 국제 빙상 경기 연맹(ISU)에 의해 2년간 출전 정지 처분을 받았다. 클라우디아 페히슈타인은 스포츠 중재 재판소에 항소했지만 기각되었다.[4]
- 아시아축구연맹(AFC)는 전북현대모터스의 심판 매수 사건으로 인해 AFC챔피언스리그 진출권을 박탈 결국 전북현대는CAS에 항소했다[5]. 그 결과 항소는 기각되어 패소가 확정되었다.[6]